# 莫爾加滕山
47°05′59″N 8°39′19″E / 47.09972°N 8.65528°E
莫爾加滕山（Morgartenberg），是瑞士的山峰，位於該國中部，由施維茨州負責管轄，屬於施維茨阿爾卑斯山脈的一部分，俯瞰埃格里湖，海拔高度1,244米。